# Акебия пятерная
Акебия пятерная (лат. Akebia quinata) — вид двудольных растений входящий в род Акебия (Akebia) семейства Лардизабаловые (Lardizabalaceae).

## Распространение и экология
В природе ареал вида охватывает Китай, Японию и Корею. Натурализовалось в Австралии, Северной Америке (с 1845 года) и Европе. Разводится по Черноморскому побережью Кавказа — в Сочи, Сухуми, Батуми; в Крыму в Никитском ботаническом саду (с 1879 года), где цветёт, но не плодоносит.

## Ботаническое описание
Вьющийся кустарник высотой более 3 м с опадающими листьями. Годовалые ветви тонкобороздчатые, гладкие, блестящие, тускло-фиолетово-пурпурные.
Почки с многими черепичато расположенными чешуйками, голые, жёлто-коричневые. Листья длинно-черешчатые, пальчатосложные; листочки на черешках в числе 3—5, плотные, кожистые, голые, длиной 2—5 см, шириной 1,5—3 см, на верхушке выемчатые, сверху тёмно-зелёные, снизу значительно светлее. Общий черешок длиной 6—10 см.
Соцветие — кисть, несущая ближе к основанию 2—3 пестичных цветка, а выше 4—9 тычиночных. Цветки однодомные, на тонких цветоножках, душистые; пестичные диаметром 2,5—3 см, пурпурно-коричневые; тычиночные гораздо мельче, розово-коричневые. Листочков околоцветника 3; в тычиночных цветках 6 свободных тычинок с почти сидячими пыльниками и 2—6 рудиментарных пестиков; пестичные цветки с 3—12 пестиками и 3—9 рудиментарными тычинками.
Плоды длиной 6—8 см, яйцевидно-продолговатые, мясистые, пурпурно-фиолетовые, с восковым налётом, раскрывающиеся по брюшному шву. Семена многочисленные, чёрные, расположенные в несколько рядов, погруженные в мякоть плода.
Цветение в мае. Плодоношение в сентябре — октябре.
|                                 |  |  |  |
| Листья, цветки, плоды и семена. |  |  |  |